# Musée national de Lviv
Le musée national de Lviv (en ukrainien : Національний музей у Львові імені Андрея Шептицького) est l'un des plus grands musées d'Ukraine, consacré à la culture ukrainienne dans toutes ses manifestations. Il a été fondé par métropolite André Cheptytsky en 1905 et était à l'origine connu sous le nom Musée ecclésiastique de Lviv. Il porte actuellement le nom de Sheptytsky.

## Histoire
Le fondateur André Sheptytsky a fait don de 10 000 objets au musée et a levé les fonds nécessaires à son entretien. Une villa néo-baroque a été acquise pour abriter les collections.

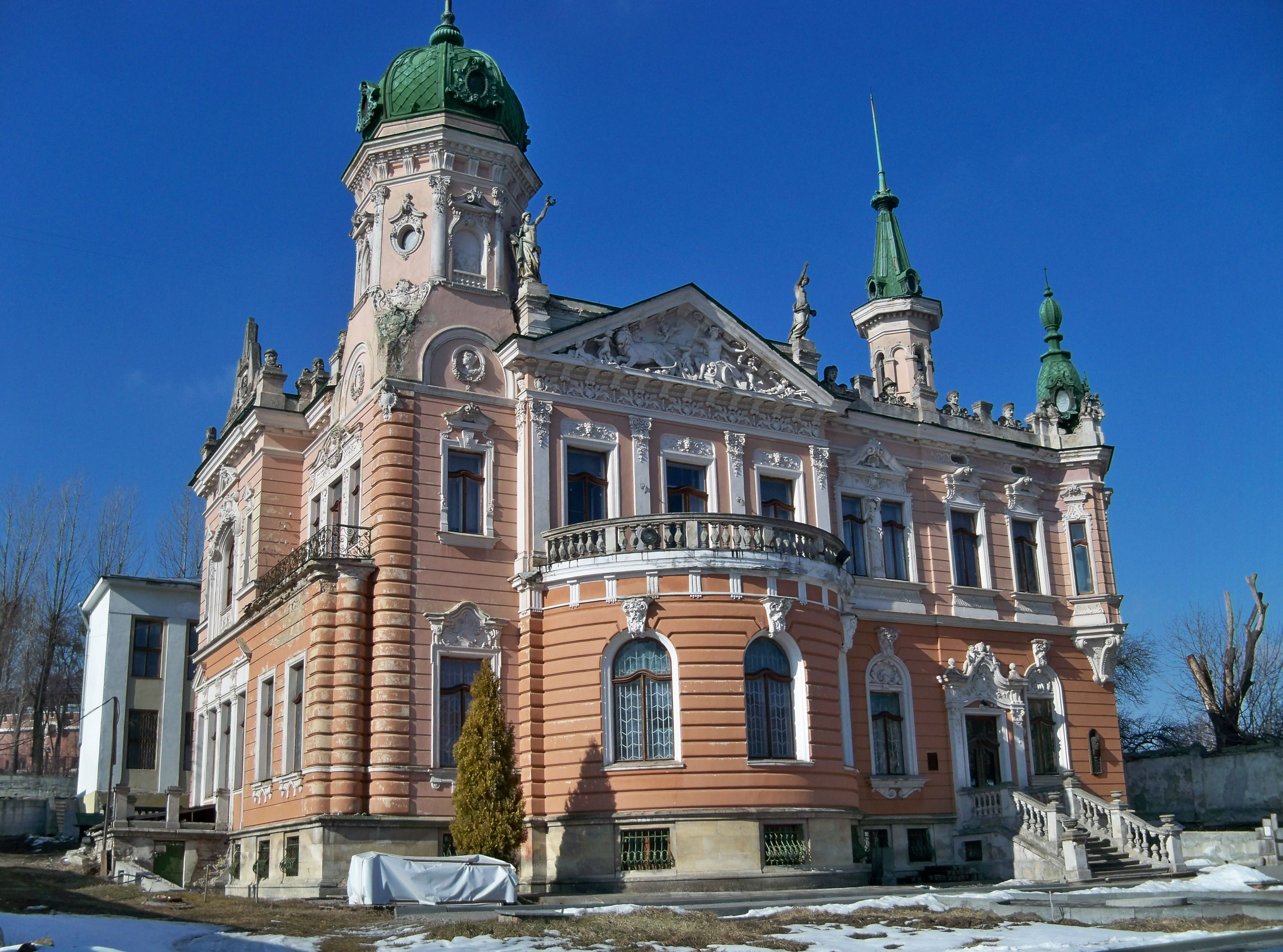
La maison Dragomanov classée.

Après la Seconde Guerre mondiale, le musée a été rebaptisé en Musée d'art ukrainien de Lviv. La collection a été augmentée par l'ajout d'un certain nombre d'objets confisqués dans d'autres musées de Lviv. À la fin du XXe siècle, les collections d’icônes et d'art populaire ukrainiennes du musée étaient les plus importantes du pays.
Le musée national occupe maintenant le bâtiment de l'ancien musée industriel de Lviv, qui abritait le musée Lénine à l'époque soviétique. Un groupe de maisons commémoratives et le musée Sokalshchina à Chervonohrad sont affiliés au musée national.

## Collections
Les icônes, au nombre de 4 000, constituent une partie importante de la collection, tout comme la sculpture sacrée populaire. Un ensemble de gravures folkloriques et professionnelles ukrainiennes datant des XVIIe et XVIIIe siècles est d'une grande valeur. Le musée possède aussi des œuvres d'artistes tels que Johann Georg Pinsel, Ivan Rutkovych, Sergueï Vassilkovski, Anton Manastirski, Ivan Trouch, Oleksa Novakivskyi, Olena Koultchytska, Mykhaïlo Boïtchouk, Jacques Hnizdovsky, Alexis Gritchenko, Vasyl Khmeluk, Vasyl Krychevsky, Michał Filewicz, Józefat Ignacy Łukasiewicz et autres.

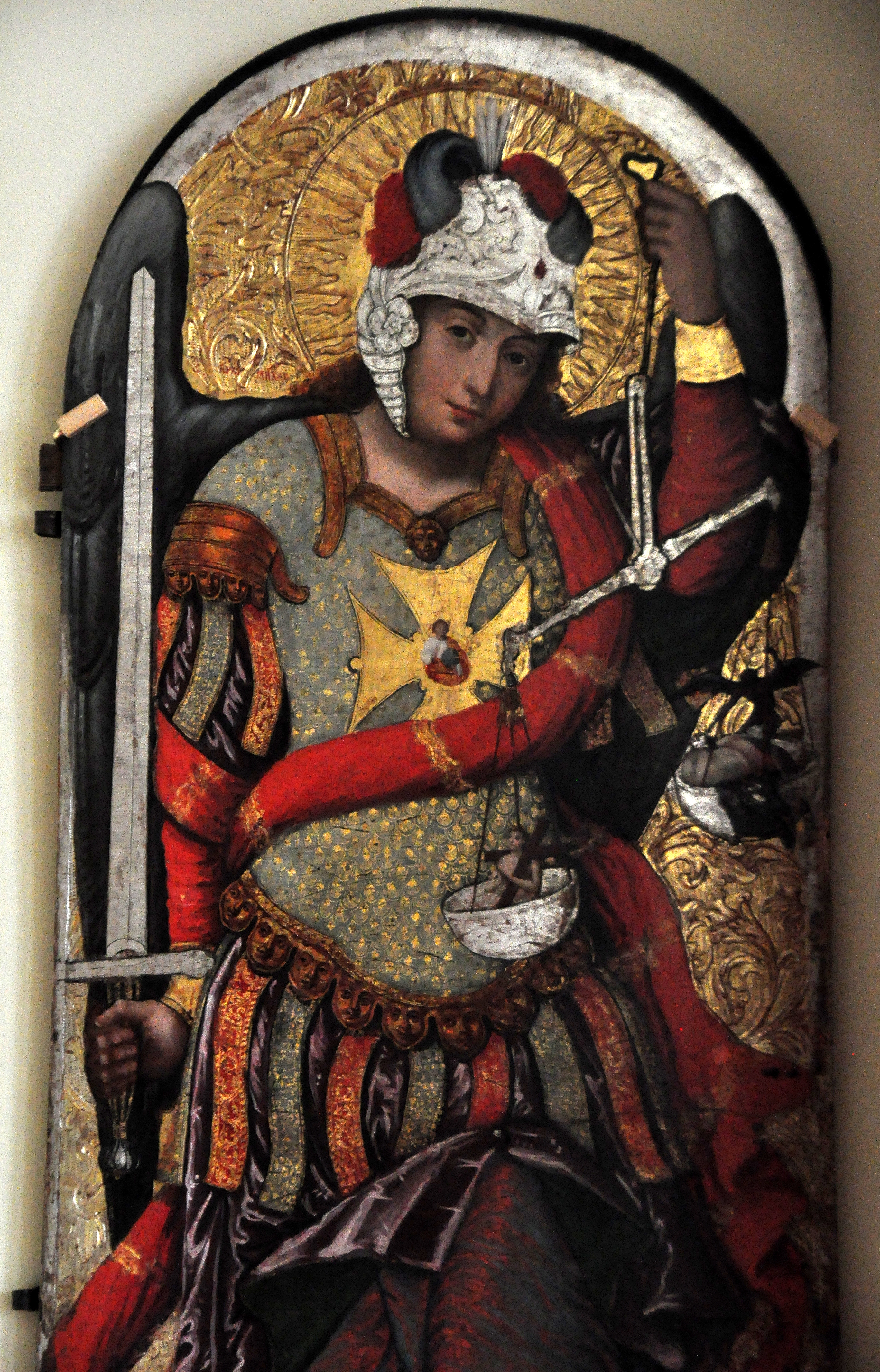
Ivan Rutkovych. Icône de Saint Michel.

Le Musée national de Lviv possède également un certain nombre de manuscrits importants, dont certains très rares comme les publications de Cracovie de Schweipolt Fiol (1491-1493), les estampes de Prague et de Vienne de Francysk Skaryna, et la quasi-totalité des publications d'Ivan Fedorov.

## Fondation

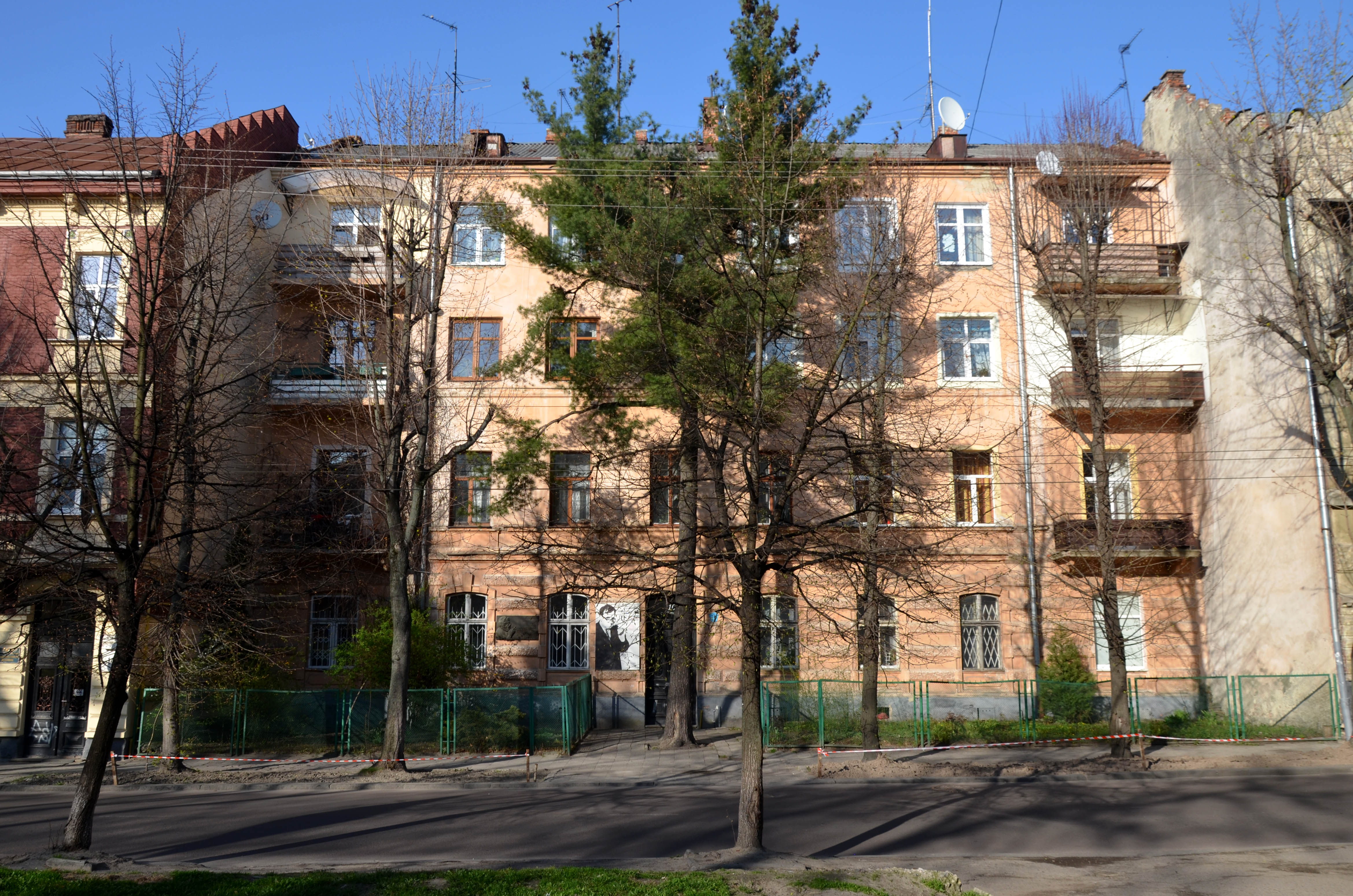
La maison musée de Levitsky classée.

Fondation scientifique et artistique du métropolite André Sheptytsky affiliés :
- Musée mémorial d'art Olena Koultchytska, Lviv ;
- Musée commémoratif d'art Oleksa Novakivskyi, Lviv ;
- Musée mémorial d'art Leopold Levitsky, Lviv ;
- Musée d'art Mykhailo Bilas, Truskavets ;
- Musée commémoratif d'art Ivan Trouch, Lviv ;
- Musée d'art de Sokalshchyna, Chervonograd ;
- Musée d'art Boykivshchyna, Sambir.

## Galerie

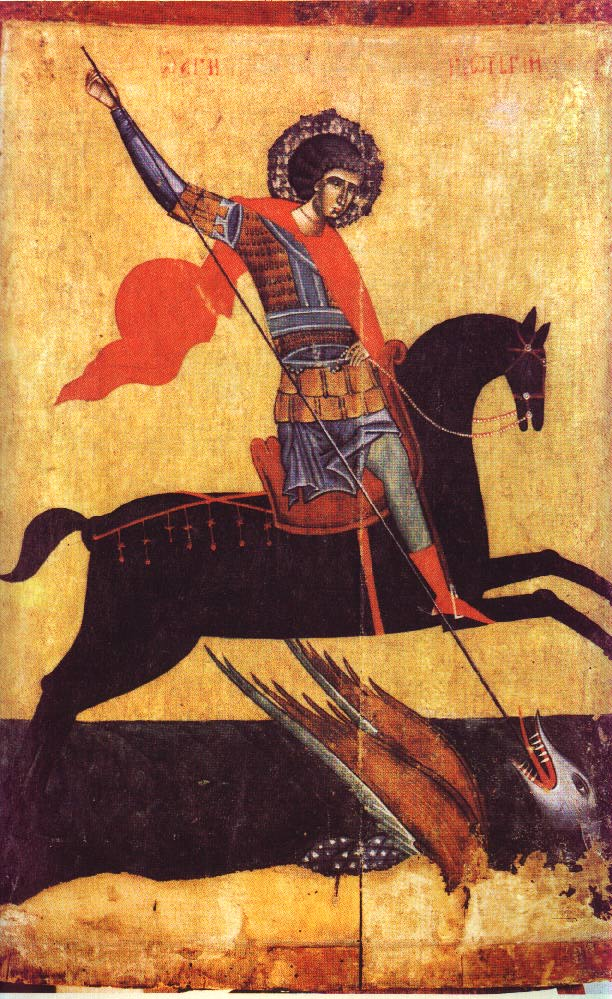
Saint Michel terrasant le dragon,
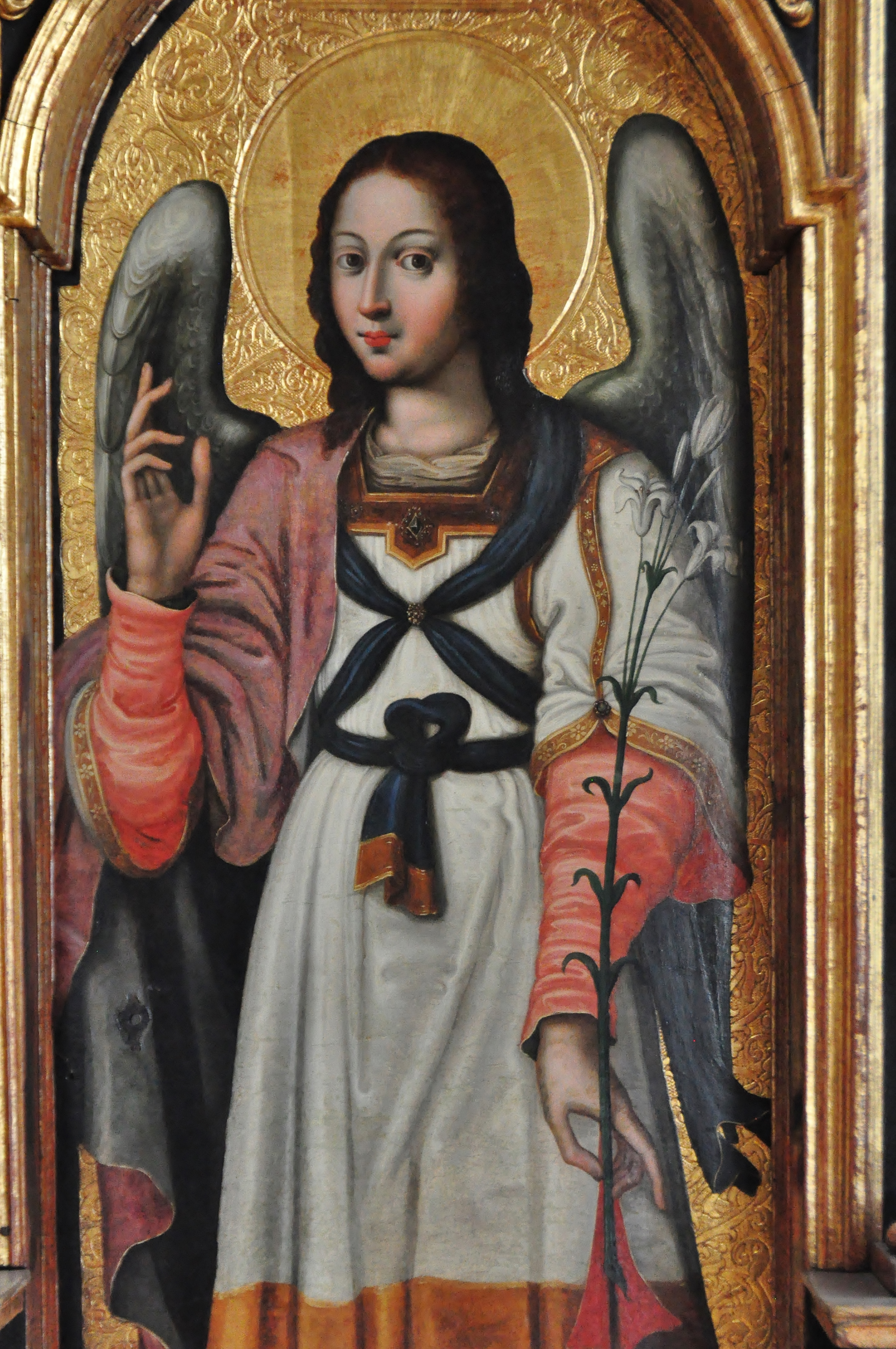
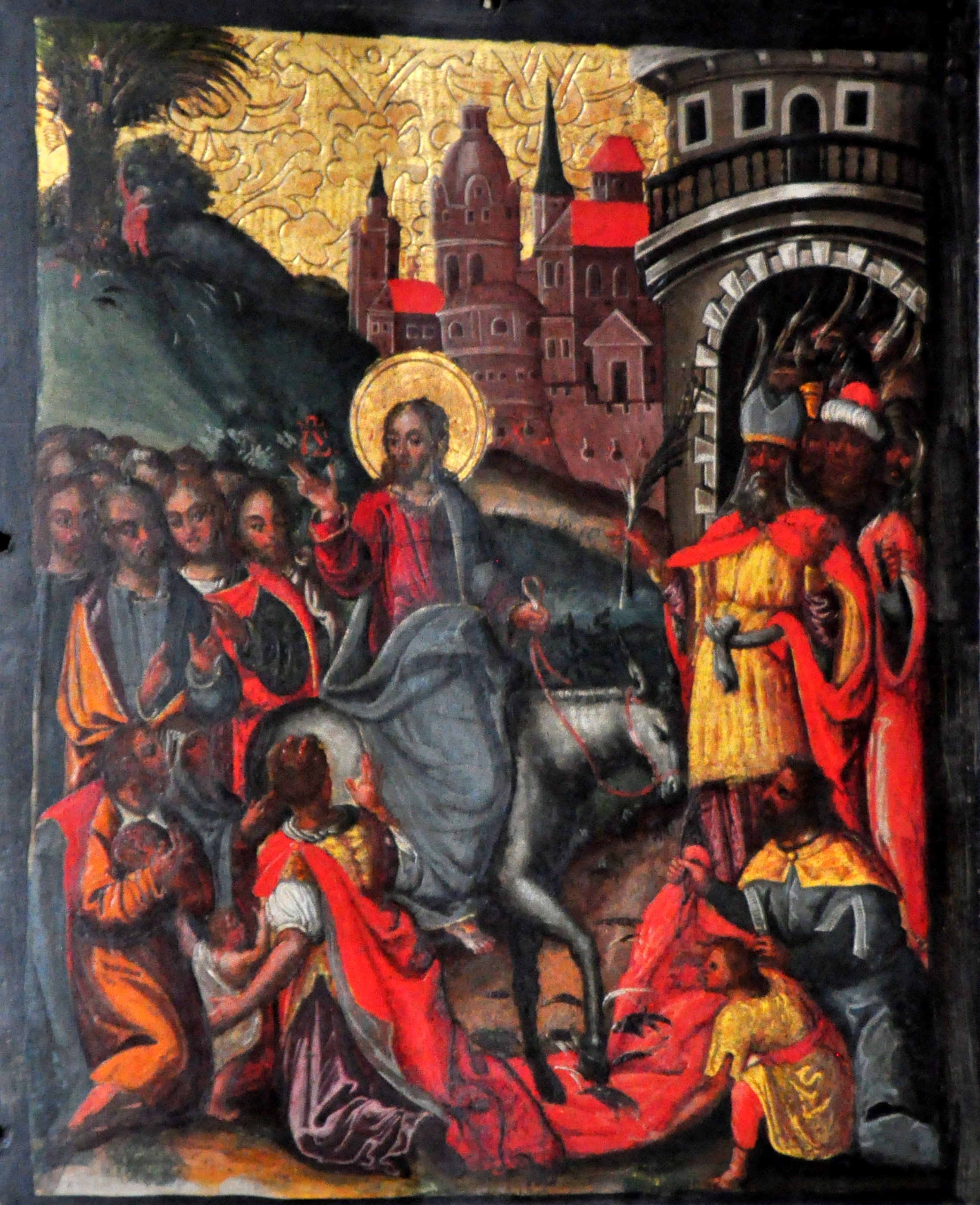
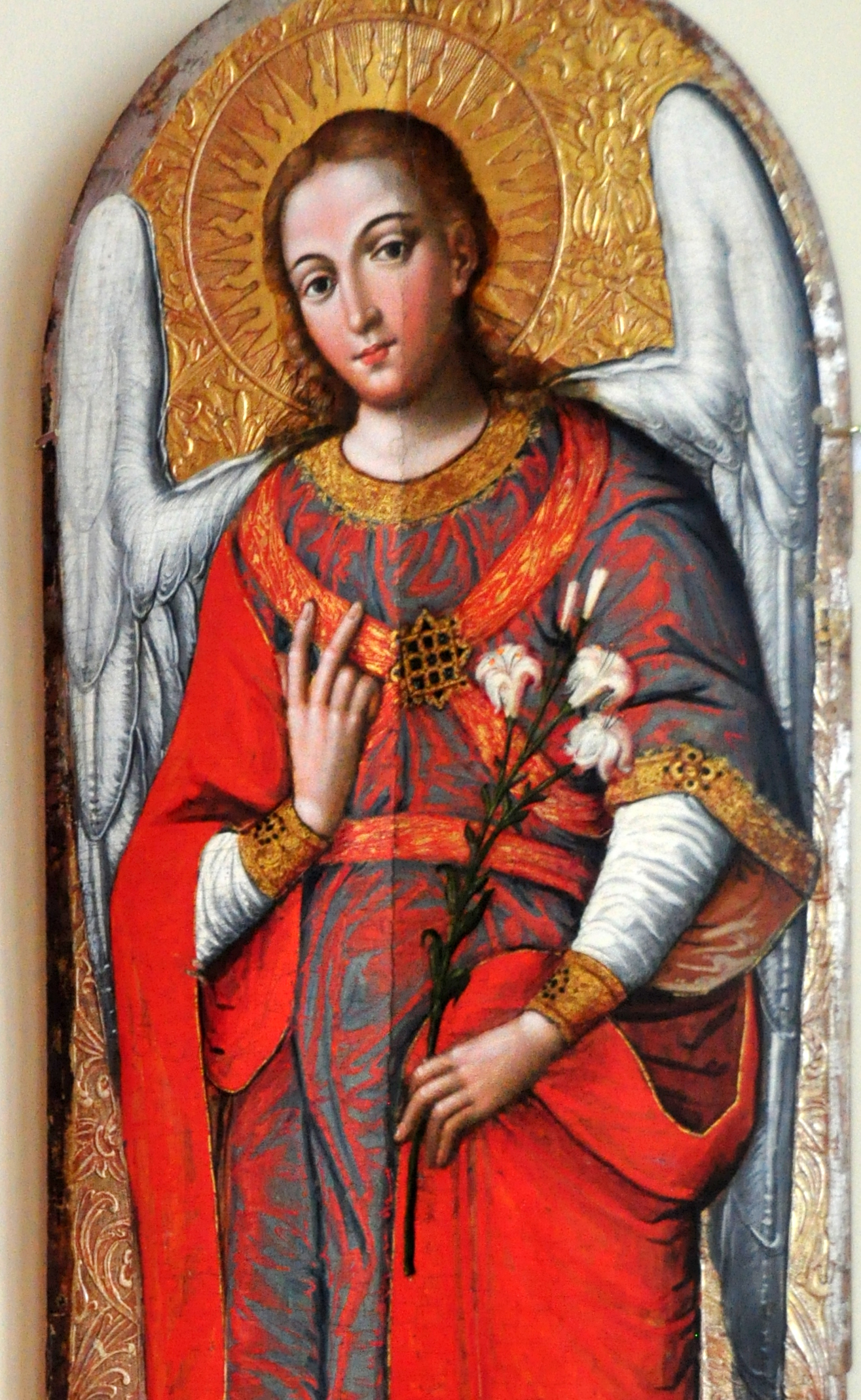
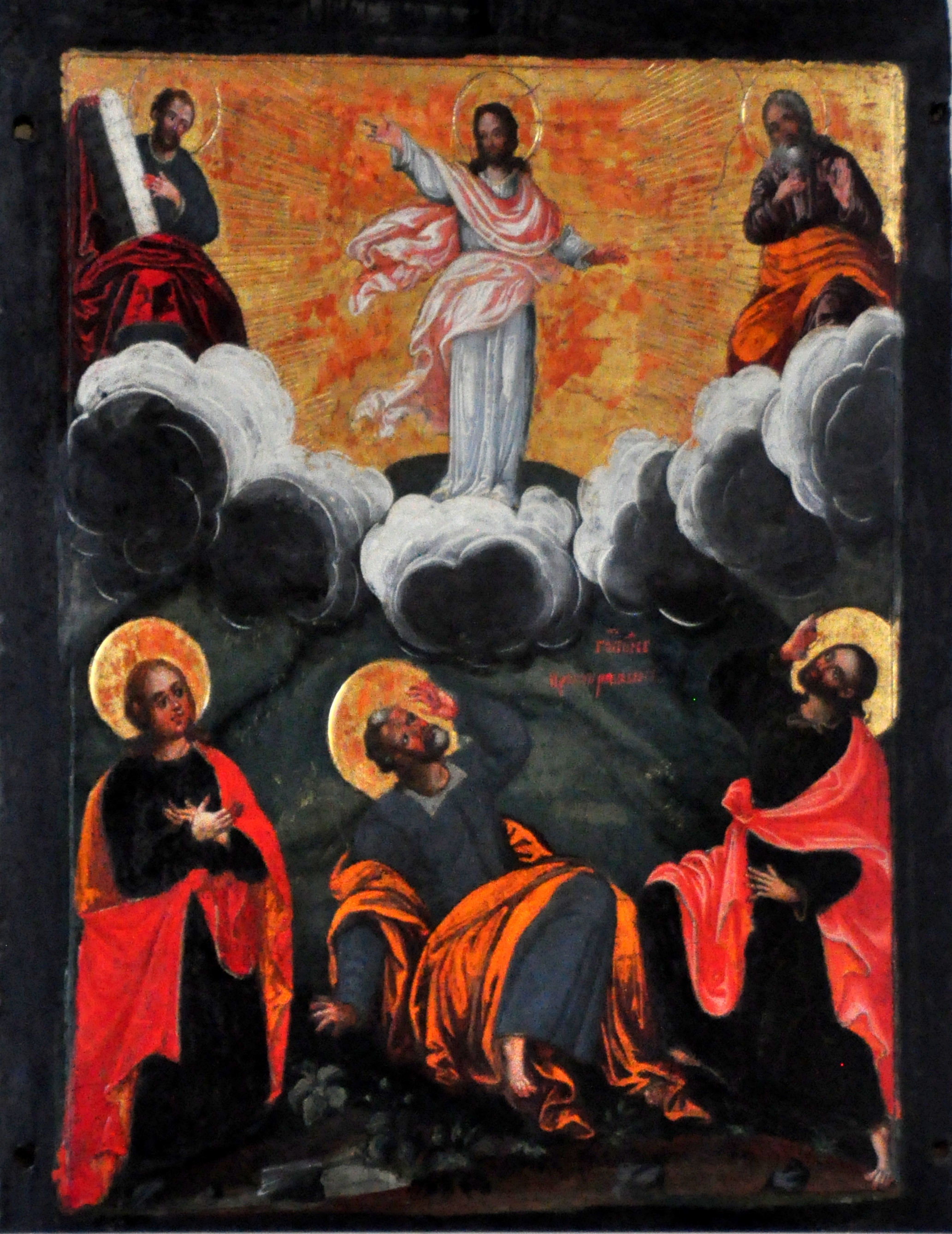
Transfiguration peinture de Ivan Rutkovych
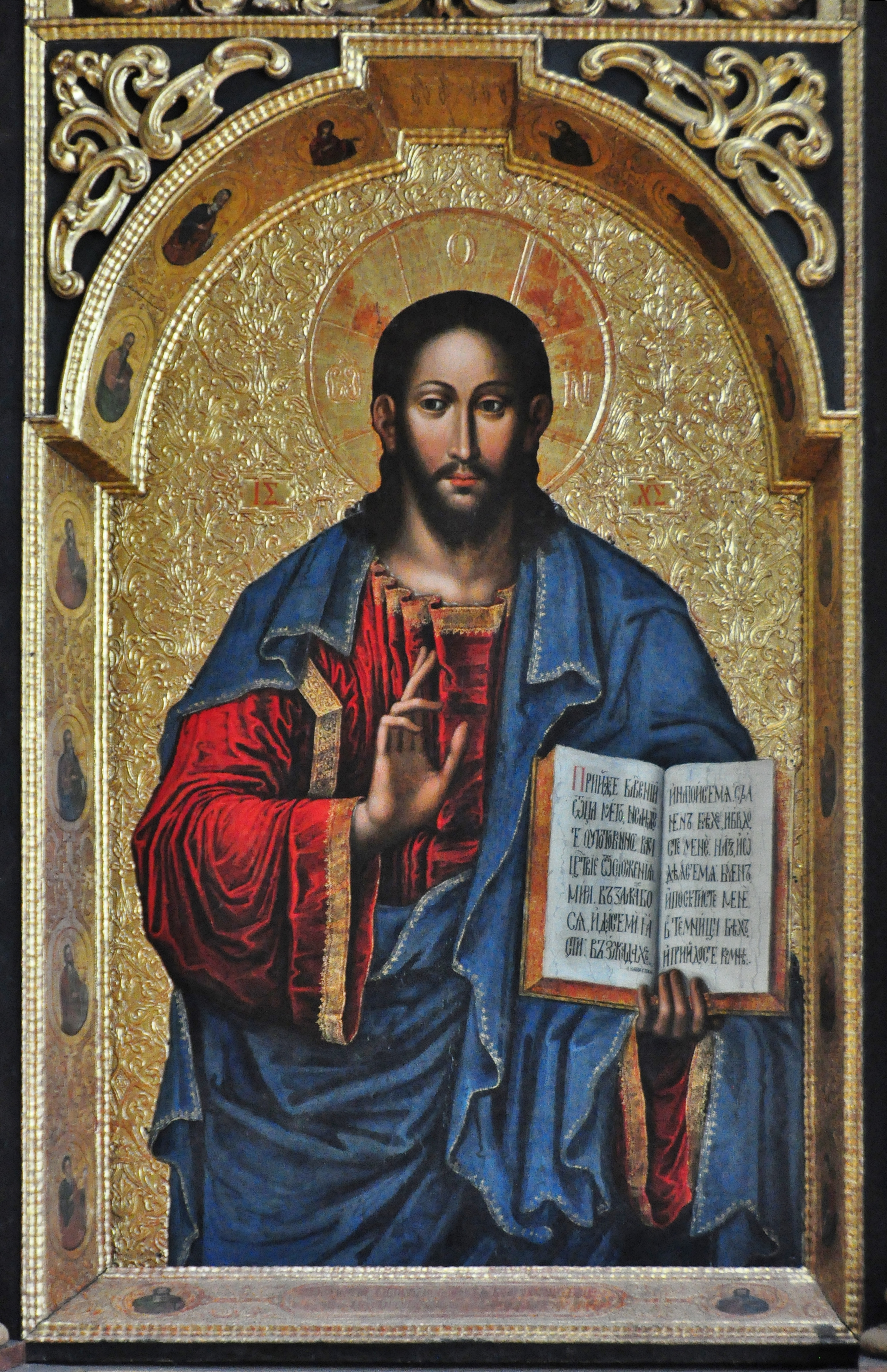
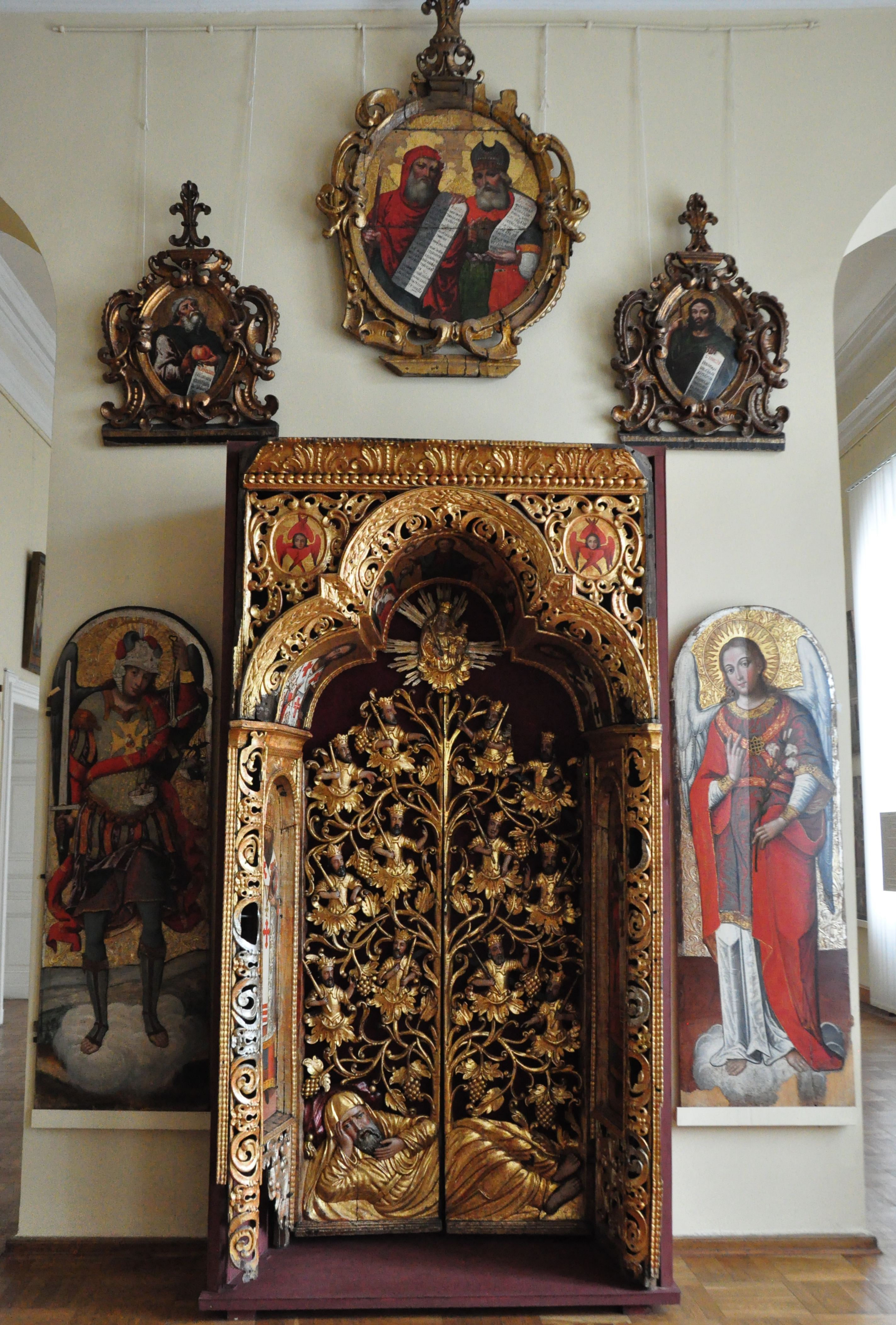
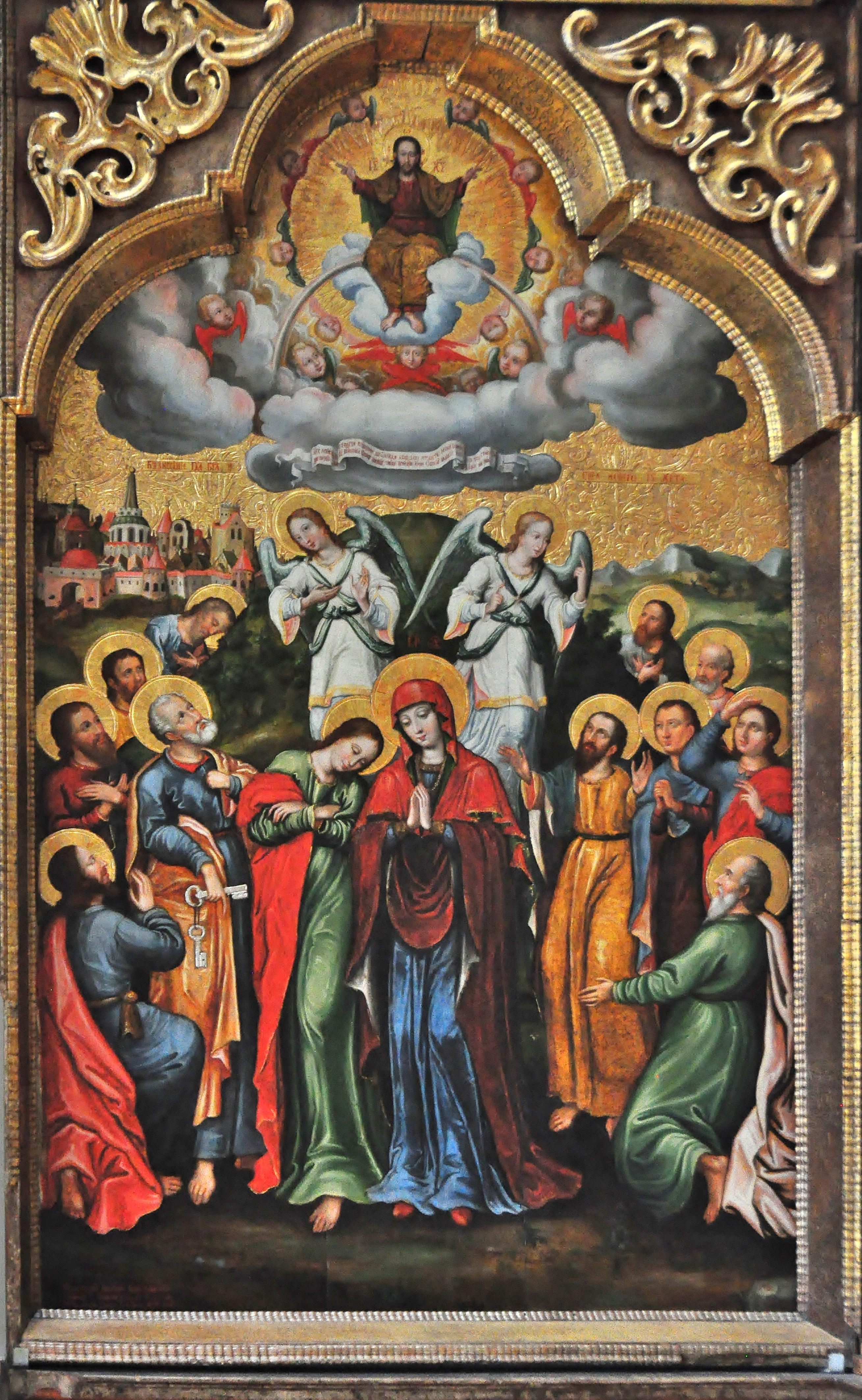
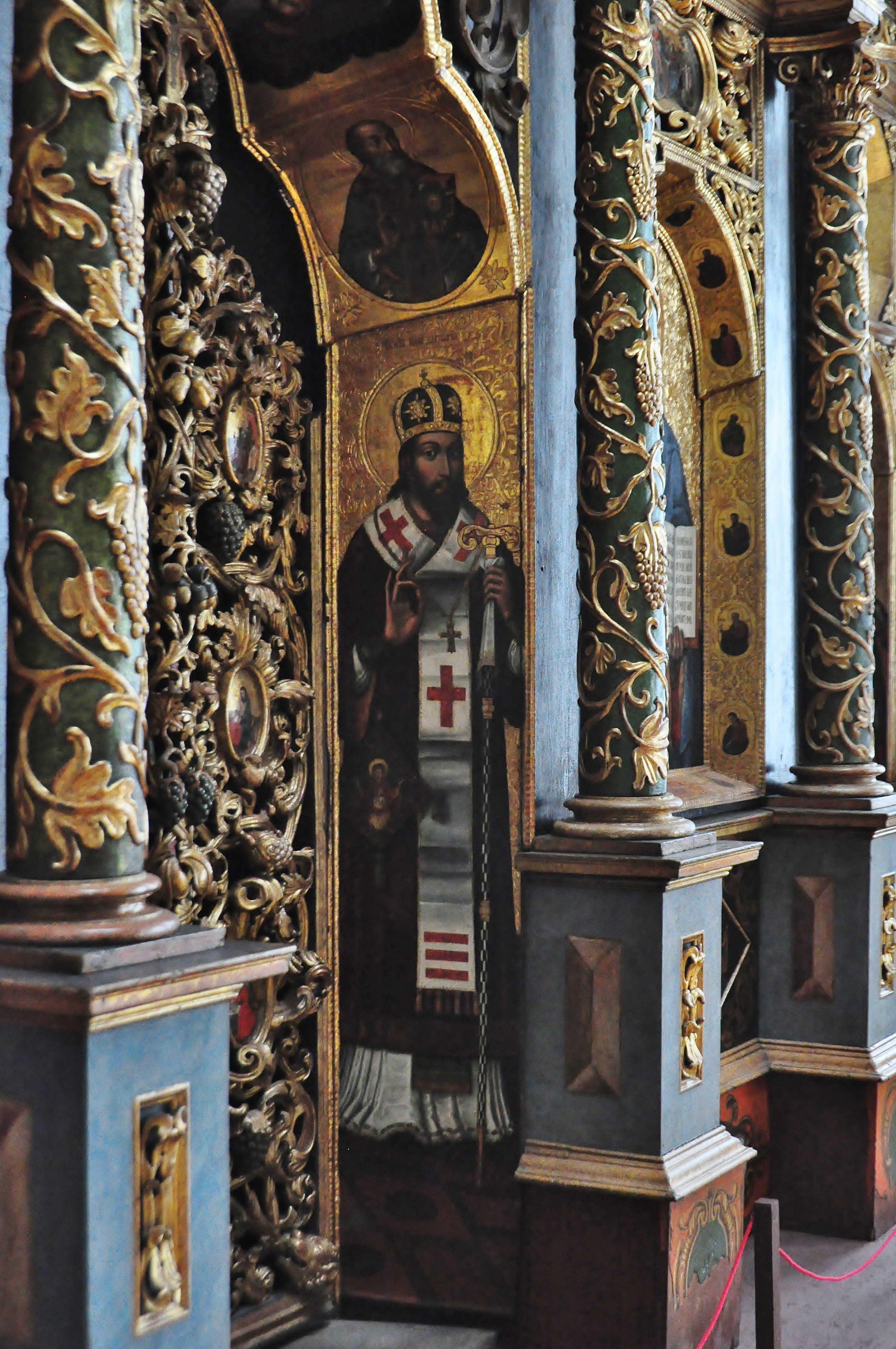
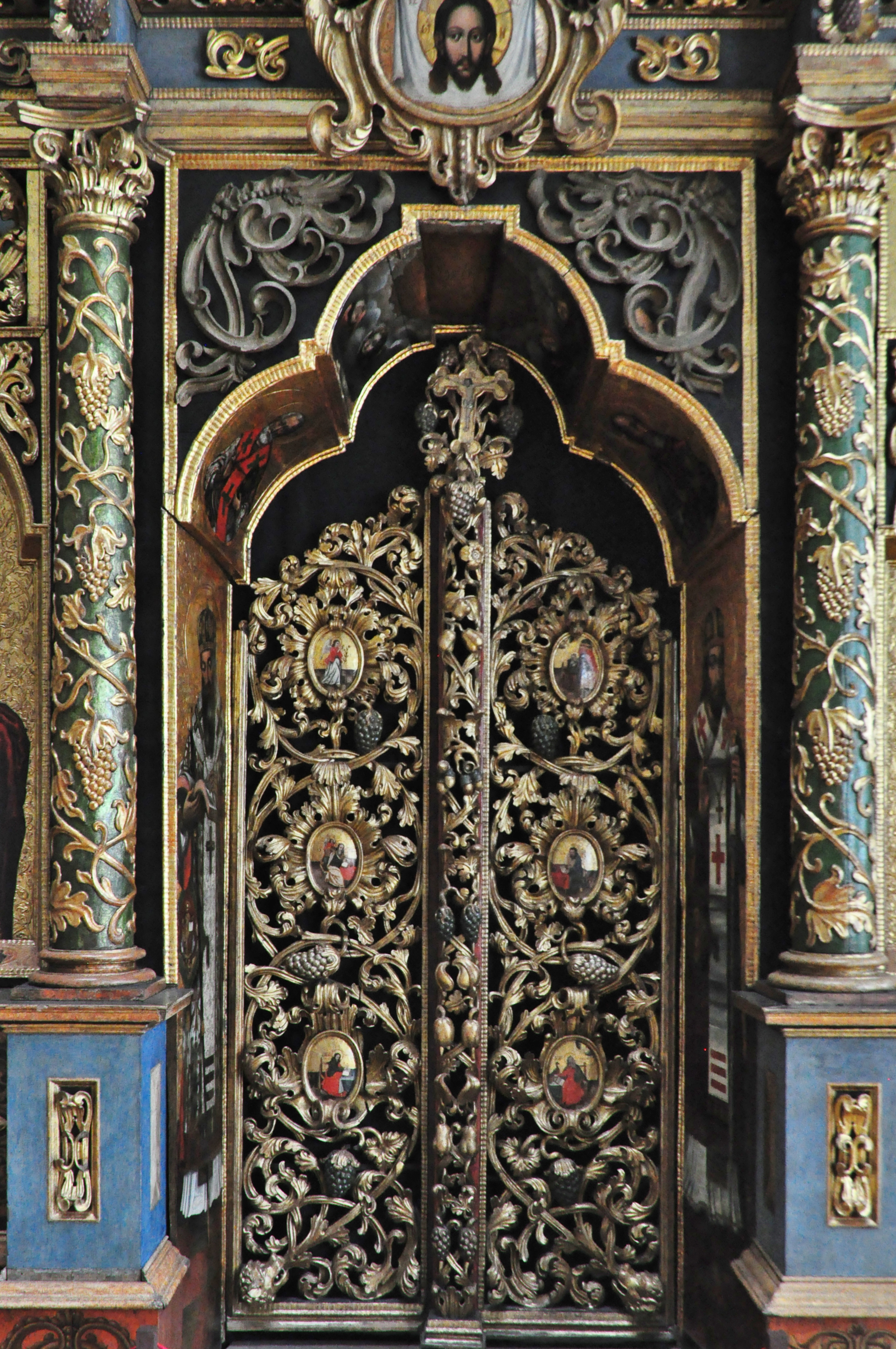

## Publications
- Musée national dans l'encyclopédie de l'Ukraine[4]
- "Musée National de Lviv A. Sheptytsky, Ukraine" Subterfugue - Musées Et Art[2]